# ノウンファクト
ノウンファクト (Known Fact) とは、アメリカ合衆国生産、イギリス調教の競走馬、種牡馬である。2000ギニー、ミドルパークステークスなどに優勝し、種牡馬としても成功を収めた。1980年イギリス最優秀3歳牡馬。
半兄にメトロポリタンハンデキャップなどアメリカでG1競走を3勝しているテンタム、G2シネマハンデキャップの優勝馬テリートがおり、近親にも多数の活躍馬がいる。

## 戦績
1979年、ニューベリー競馬場のメイドン（新馬・未勝利戦）にてデビューし、初戦勝利。その後ニューハムステークス2着、ミルリーフステークス3着と惜しいレースが続いたが、同年10月4日ニューマーケット競馬場で行われたG1ミドルパークステークスに優勝。重賞初制覇をG1のタイトルで果たした。タイムは1分13秒27。
翌年の1980年5月3日、ニューマーケット競馬場で行われたイギリスクラシック競走初戦2000ギニーに出走している。レースではヌレイエフの2着でゴールしたが、1位入線したヌレイエフが進路妨害により失格となり、繰り上がりでの優勝を手にした。
短期休養を挿んで出走したジャックルマロワ賞は5着に敗れたが、その後クリスタルマイル (G2) 、パークスティールステークス、クイーンエリザベス2世ステークス（当時G2）と3連勝を挙げた。クイーンエリザベス2世ステークスでは、ここまで9連勝を続け、引退レースとして出走してきていた Krisを破っての勝利であった。その後休養に入ったが、年間の活躍が評価されレーシングポスト紙によりこの年のイギリス最優秀3歳牡馬に選出された。
翌1981年は緒戦にウィントーズトロフィーに出走するも4頭立ての最下位に敗れ、この競走をもって競走馬を引退。種牡馬となった。

### 主な勝ち鞍
- 1979年-4戦2勝（ミドルパークステークス・G1)
- 1980年-6戦4勝（2000ギニー・G1、クリスタルマイル・G2、クイーンエリザベス2世ステークス・G2）
- 1981年-1戦0勝

## 種牡馬として
引退後は故郷のジャドモンテファームで種牡馬となり、短距離からマイルを中心に活躍馬を送り出した。日本にも輸入された直仔ウォーニングも種牡馬として成功し、血脈の貴重な繋ぎ手となった。他にマークオブディスティンクションも日本に輸入されている。希少となりつつあったマンノウォーの血を引く種牡馬の筆頭格として長らく活躍を続けていたが、2000年7月、高齢による衰弱が進み、安楽死の措置が取られた。23歳。

### 主な産駒
- ウォーニング（サセックスステークス・英G1、クイーンエリザベス2世ステークス・英G1など重賞5勝）
- マークオブディスティンクション（クイーンエリザベス2世ステークス・英G1など重賞3勝）
- ソーファクチュアル（ナンソープステークス・英G1など重賞2勝）
- Oath（スピナウェイステークス・米G1）
- Night Fax（デラウェアハンデキャップ・米G2）
- キングザファクト（ダイヤモンドステークス）
- Teamster（サガロステークス・英G3-2回、ヘンリー2世ステークス・英G3）
- Bold Fact（ジュライステークス・英G3）
- Suprising Fact（アメリカステークス・米G3）
- Fancy Freda（ハニービーBCハンデキャップ・米G3）
- Nidd（ポルトマイヨ賞・仏G3）
- Itsalilknownfact（ブリーダーズカップ・ジュヴェナイル・米G1-2着）

## 血統表
| ノウンファクトの血統インテント系（マンノウォー系）（War Relic 4×4=12.50%・父内、 Bull Dog 5x5x5=9.38%） | ノウンファクトの血統インテント系（マンノウォー系）（War Relic 4×4=12.50%・父内、 Bull Dog 5x5x5=9.38%） | ノウンファクトの血統インテント系（マンノウォー系）（War Relic 4×4=12.50%・父内、 Bull Dog 5x5x5=9.38%） | （血統表の出典） | （血統表の出典） |
| 父 In Reality 1964 鹿毛                                                                                 | 父の父Intentionally 1956 青毛                                                                           | Intent                                                                                                  | War Relic        | War Relic        |
| 父 In Reality 1964 鹿毛                                                                                 | 父の父Intentionally 1956 青毛                                                                           | Intent                                                                                                  | Liz F.           |                  |
| 父 In Reality 1964 鹿毛                                                                                 | 父の父Intentionally 1956 青毛                                                                           | My Recipe                                                                                               | Discovery        | Discovery        |
| 父 In Reality 1964 鹿毛                                                                                 | 父の父Intentionally 1956 青毛                                                                           | My Recipe                                                                                               | Perlette         |                  |
| 父 In Reality 1964 鹿毛                                                                                 | 父の母My Dear Girl 1957 栗毛                                                                            | Rough'n Tumble                                                                                          | Free for All     | Free for All     |
| 父 In Reality 1964 鹿毛                                                                                 | 父の母My Dear Girl 1957 栗毛                                                                            | Rough'n Tumble                                                                                          | Roused           |                  |
| 父 In Reality 1964 鹿毛                                                                                 | 父の母My Dear Girl 1957 栗毛                                                                            | Iltis                                                                                                   | War Relic        | War Relic        |
| 父 In Reality 1964 鹿毛                                                                                 | 父の母My Dear Girl 1957 栗毛                                                                            | Iltis                                                                                                   | We Hail          |                  |
| 母 Tamerett 1962 黒鹿毛                                                                                 | 母の父Tim Tam 1955 鹿毛                                                                                 | Tom Fool                                                                                                | Menow            | Menow            |
| 母 Tamerett 1962 黒鹿毛                                                                                 | 母の父Tim Tam 1955 鹿毛                                                                                 | Tom Fool                                                                                                | Gaga             |                  |
| 母 Tamerett 1962 黒鹿毛                                                                                 | 母の父Tim Tam 1955 鹿毛                                                                                 | Two Lea                                                                                                 | Bull Lea         | Bull Lea         |
| 母 Tamerett 1962 黒鹿毛                                                                                 | 母の父Tim Tam 1955 鹿毛                                                                                 | Two Lea                                                                                                 | Two Bob          |                  |
| 母 Tamerett 1962 黒鹿毛                                                                                 | 母の母Mixed Marriage 1952 鹿毛                                                                          | Tudor Minstrel                                                                                          | Owen Tudor       | Owen Tudor       |
| 母 Tamerett 1962 黒鹿毛                                                                                 | 母の母Mixed Marriage 1952 鹿毛                                                                          | Tudor Minstrel                                                                                          | Sansonnet        |                  |
| 母 Tamerett 1962 黒鹿毛                                                                                 | 母の母Mixed Marriage 1952 鹿毛                                                                          | Persian Maid                                                                                            | Tehran           | Tehran           |
| 母 Tamerett 1962 黒鹿毛                                                                                 | 母の母Mixed Marriage 1952 鹿毛                                                                          | Persian Maid                                                                                            | Aroma F-No.2-f   |                  |

### 主な近親
- Tentam（半兄-メトロポリタンハンデキャップ・米G1、ユナイテッドネイションハンデキャップ・米G1、ガヴァナーズステークス・米G1など重賞6勝）
- Terete（半兄-シネマハンデキャップ・米G2）
- エタン（伯父 - 種牡馬。シャーペンアップの父。）
- Gone West（甥-ドワイヤーステークス・米G1など重賞3勝）
- ライオンキャヴァーン（甥-トゥルーノースハンデキャップ・米G2、ホリスヒルステークス・英G3、グリーナムステークス英G3）
- Tappiano（姪-スピナウェイステークス・米G1、デモワセルステークス・米G1、メイトロンステークス・米G1など重賞8勝）
- エーピージェット（甥-京成杯）
- タイキフォーチュン（又甥-NHKマイルカップ）
- タイキダイヤ（又姪-クリスタルカップ）
- タイキリオン（又甥-ニュージーランドトロフィー）